# Cockburn Town
Cockburn Town là thủ đô của Quần đảo Turks và Caicos.

## Khí hậu
| Dữ liệu khí hậu của Cockburn Town | Dữ liệu khí hậu của Cockburn Town | Dữ liệu khí hậu của Cockburn Town | Dữ liệu khí hậu của Cockburn Town | Dữ liệu khí hậu của Cockburn Town | Dữ liệu khí hậu của Cockburn Town | Dữ liệu khí hậu của Cockburn Town | Dữ liệu khí hậu của Cockburn Town | Dữ liệu khí hậu của Cockburn Town | Dữ liệu khí hậu của Cockburn Town | Dữ liệu khí hậu của Cockburn Town | Dữ liệu khí hậu của Cockburn Town | Dữ liệu khí hậu của Cockburn Town | Dữ liệu khí hậu của Cockburn Town |
| Tháng                             | 1                                 | 2                                 | 3                                 | 4                                 | 5                                 | 6                                 | 7                                 | 8                                 | 9                                 | 10                                | 11                                | 12                                | Năm                               |
| --------------------------------- | --------------------------------- | --------------------------------- | --------------------------------- | --------------------------------- | --------------------------------- | --------------------------------- | --------------------------------- | --------------------------------- | --------------------------------- | --------------------------------- | --------------------------------- | --------------------------------- | --------------------------------- |
| Trung bình ngày tối đa °C (°F)    | 27 (80)                           | 27 (81)                           | 28 (82)                           | 28 (83)                           | 29 (85)                           | 30 (86)                           | 31 (87)                           | 31 (88)                           | 31 (88)                           | 30 (86)                           | 29 (84)                           | 28 (82)                           | 29 (84)                           |
| Tối thiểu trung bình ngày °C (°F) | 23 (73)                           | 23 (73)                           | 23 (74)                           | 24 (75)                           | 25 (77)                           | 26 (79)                           | 27 (80)                           | 27 (80)                           | 27 (80)                           | 26 (79)                           | 24 (76)                           | 24 (75)                           | 25 (77)                           |
| Lượng mưa trung bình mm (inches)  | 36 (1.4)                          | 33 (1.3)                          | 25 (1.0)                          | 36 (1.4)                          | 30 (1.2)                          | 56 (2.2)                          | 30 (1.2)                          | 41 (1.6)                          | 66 (2.6)                          | 76 (3.0)                          | 94 (3.7)                          | 86 (3.4)                          | 609 (24)                          |
| Nguồn: Weatherbase                |                                   |                                   |                                   |                                   |                                   |                                   |                                   |                                   |                                   |                                   |                                   |                                   |                                   |